# Uromyces verruculosus
Uromyces verruculosus is een roestschimmel die behoort tot de familie Pucciniaceae. Deze biotrofe parasiet vormt spermogonia, aecia op Euphorbia en Uredinia en telia op Silene.

## Kenmerken
- Uredinia zijn kastanjebruin tot 1 mm in diameter en komen voor op de onderzijde van het blad. Urediniosporen zijn fijnstekelig en bevatten 3-5 kiempore.
- Telia komen zelden voor en zijn zwartbruin. De teliosporen zijn 1-cellig, eivormig, bijna glad met een zwakke apicale papil en dunne steel.

## Waardplanten
De volledige sileneroest komt voor op:
- Silene alba
- Silene apetala
- Silene armeria
- Silene baccifera (Besanjelier)
- Silene cretica
- Silene dichotoma (Gaffelsilene)
- Silene dioica (Dagkoekoeksbloem)
- Silene galinyi
- Silene italica
- Silene latifolia (Avondkoekoeksbloem)
- Silene noctiflora (Nachtkoekoeksbloem)
- Silene otites (Oorsilene)
- Silene pendula
- Silene rupestris
- Silene squamigera subsp. vesiculifera
- Silene supina

## Foto's

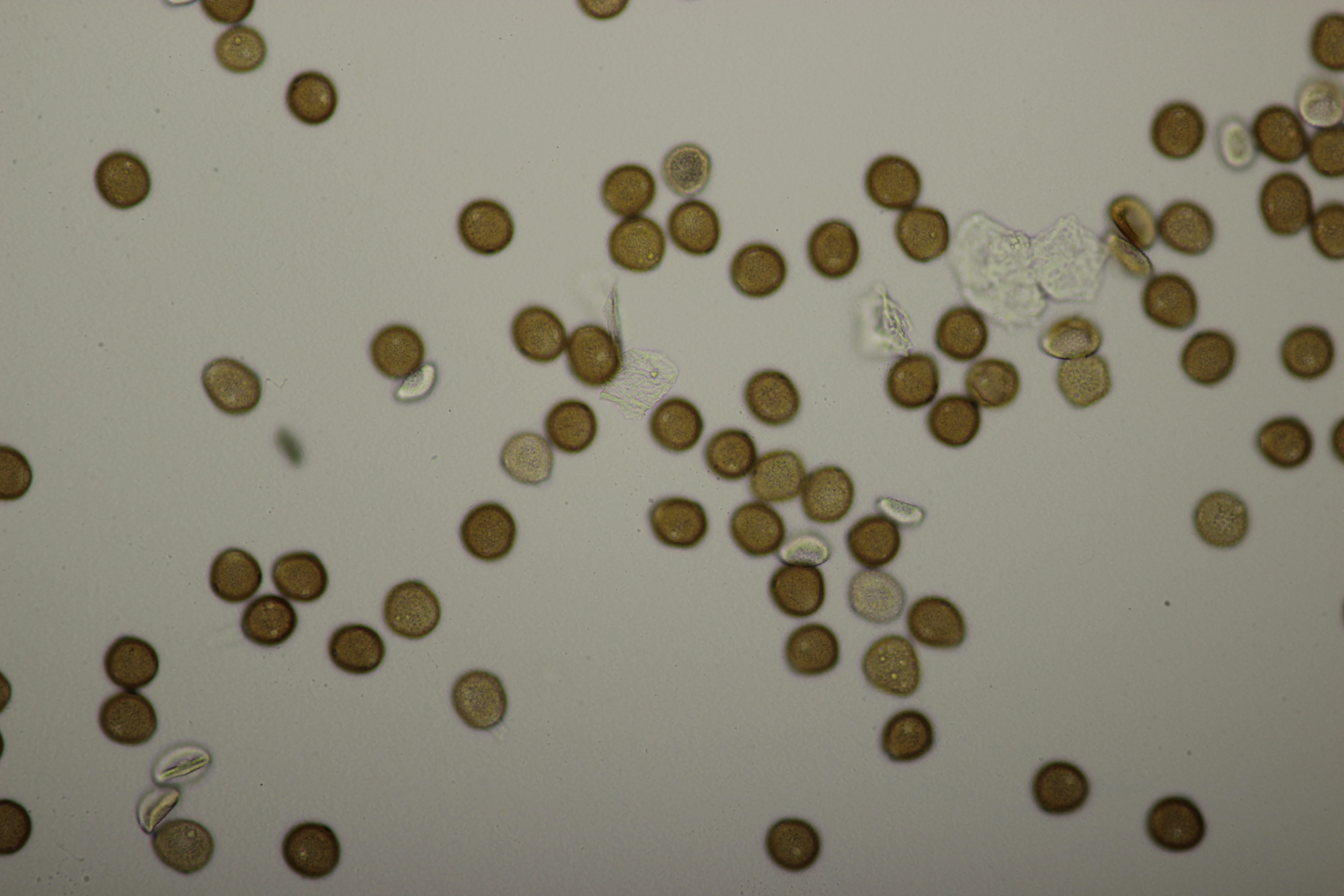
Sporen
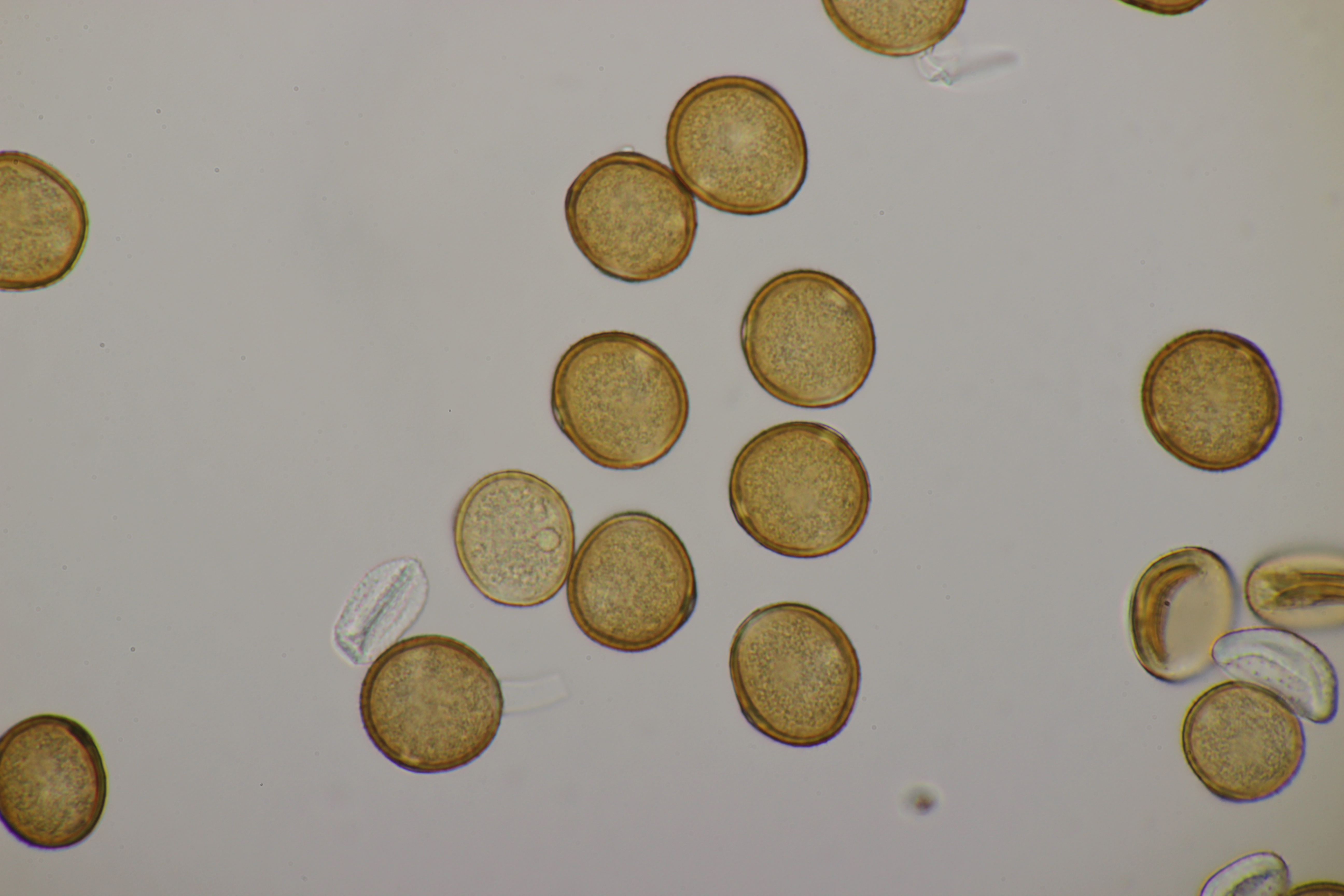
Sporen